# Microcebus jollyae
Lêmure-rato-de-jolly (Microcebus jollyae) é uma espécie  de lêmure pertencente à família Cheirogaleidae descoberta recentemente em Madagascar. O nome do novo lêmure é uma homenagem a Dra. Alison Jolly, professora na Universidade de Princeton, e pesquisadora e conservacionista em Madagascar desde 1966, onde trabalha na Reserva Privada de Berenty.
Esta espécie tem uma pelagem castanha avermelhada, possuindo uma mancha branca no focinho. O ventre é cinzento.
O anúncio da descoberta desta espécie foi efetuado em junho de 2006, num simpósio da Conservation International, em Antananarivo, Madagascar. Onde foi conjuntamente anunciada outras duas novas espécies: Microcebus mittermeieri e Microcebus simmonsi.